# Злата
Зла́та — женское имя, распространённое среди некоторых южных славянских народов и ашкеназских евреев.

## Славянское имя
Распространено в различных регионах бывшей Югославии, в особенности среди мусульманского населения Боснии и Герцеговины; также в Чехии, Болгарии и Украине.

## Еврейское имя
Еврейское имя Злата (идиш זלאַטע‎ — Зла́тэ или Зло́тэ) возникло в раннем Средневековье, вероятно в среде евреев-ашкеназов в чешских землях (Богемии и Моравии). Семантически имя является аналогом более старого имени Голда (идиш גאָלדע‎ — Го́лдэ, от корня «золото»). Вариант Злата (Златэ) был распространён в Литве, Белоруссии и прилегающих районах северо-восточной Польши (то есть в ареале северо-восточного диалекта идиша). Во всех остальных территориях компактного проживания евреев (Польша, Украина, Бессарабия, Румыния) использовался вариант Злота (Злотэ). Первые упоминания этого еврейского имени в письменных источниках на немецком языке датируются 1293 годом (Каринтия), на древнееврейском языке — 1349 годом (Моравия). От имени Злата происходят метронимические фамилии Златкин, Злотин, Злоткин и их аналоги.

## Также
- Злата Могленская — святая Болгарской православной церкви
- Злата (Златка) Гольцман — персонаж Ольги Кабо в кинокартине режиссёра В. Н. Шиловского «Блуждающие звёзды» по одноимённому роману Шолом-Алейхема.
- «Коза Злата» — ханукальная сказка лауреата Нобелевской премии Ицхока Башевиса Зингера (иллюстрации Мориса Сендака)[11][12] и поставленный режиссёром Джином Дейчем по этой сказке фильм совместного производства США и Чехословакии («Zlateh the Goat», 1973)[13].